# Luigi Corino
Luigi Corino (Benevento, 26 aprile 1966) è un allenatore di calcio ed ex calciatore italiano, di ruolo difensore, vice-allenatore delle rappresentative di Lega Pro.

## Carriera

### Giocatore
Inizia la carriera nel 1983 in Serie C1 con il Benevento. Debutta in Serie A nel 1991-92 con la Lazio, con cui disputa tre stagioni collezionando complessivamente 42 presenze in massima serie. Dopo un'altra presenza in Serie A con il Brescia, passa al Cosenza in Serie B. Nella serie cadetta totalizza 158 presenze con le maglie di Genoa, Catanzaro, Triestina, Cosenza, Ancona e Messina, club con il quale termina la carriera di calciatore nel 2002 giocando le sue due ultime gare proprio in Serie B.

### Allenatore
Per lungo tempo vice di Daniele Arrigoni, è stato dunque al Palermo per la prima parte della stagione 2002-2003 in Serie B. Successivamente, dopo l'esperienza con le giovanili del Frosinone, allena il Matera ed il Pomigliano in Serie D.
Nella stagione 2011-2012 è collaboratore tecnico di Arrigoni al Cesena.
Dal mese di ottobre del 2014, Corino allena la Battipagliese, formazione militante nel girone I della Serie D. La sua avventura con la squadra campana termina nel febbraio 2015. Nello stesso anno diventa vice-allenatore delle rappresentative di Lega Pro.

## Palmarès

### Giocatore

#### Competizioni nazionali
- Serie C2: 1

Messina: 1999-2000